# Xiao Qin
Xiao Qin (chiń. upr. 肖钦; chiń. trad. 肖欽; pinyin Xiào Qīn; ur. 12 stycznia 1985 w Nankin) — chiński gimnastyk, dwukrotny mistrz olimpijski, sześciokrotny mistrz świata.
Specjalizuje się w ćwiczeniach na koniu z łękami. W tej konkurencji zdobył złoty medal podczas igrzysk olimpijskich w Pekinie oraz trzykrotnie mistrzostwo świata (2005, 2006, 2007). Jest również mistrzem olimpijskim i trzykrotnym mistrzem świata oraz mistrzem Igrzysk Azjatyckich 2006 w wieloboju drużynowym.

## Osiągnięcia
| Rok  | Zawody               | Miasto    | Miejsce | Konkurencja                 | Punktacja |
| ---- | -------------------- | --------- | ------- | --------------------------- | --------- |
| 2001 | Mistrzostwa świata   | Gandawa   | 2       | Ćwiczenia na koniu z łękami | 9.775     |
| 2002 | Mistrzostwa świata   | Debreczyn | 2       | Ćwiczenia na koniu z łękami | 9.750     |
| 2003 | Mistrzostwa świata   | Anaheim   | 1       | Wielobój drużynowo          | 171.996   |
| 2005 | Mistrzostwa świata   | Melbourne | 1       | Ćwiczenia na koniu z łękami | 9.850     |
| 2006 | Mistrzostwa świata   | Århus     | 1       | Wielobój drużynowo          | 277.775   |
| 2006 | Mistrzostwa świata   | Århus     | 1       | Ćwiczenia na koniu z łękami | 16.025    |
| 2007 | Mistrzostwa świata   | Stuttgart | 1       | Wielobój drużynowo          | 281.900   |
| 2007 | Mistrzostwa świata   | Stuttgart | 1       | Ćwiczenia na koniu z łękami | 16.300    |
| 2008 | Igrzyska olimpijskie | Pekin     | 1       | Wielobój drużynowo          | 286.125   |
| 2008 | Igrzyska olimpijskie | Pekin     | 1       | Ćwiczenia na koniu z łękami | 15.875    |